# Anetz
Anetz is een plaats en voormalige gemeente in Frankrijk in het departement Loire-Atlantique in de regio Pays de la Loire.

## Geschiedenis
Anetz is op 1 januari 2016 gefuseerd met de gemeente Saint-Herblon tot de gemeente Vair-sur-Loire.  

## Geografie
De onderstaande kaart toont de ligging van Anetz met de belangrijkste infrastructuur en aangrenzende gemeenten.

## Demografie
Onderstaande figuur toont het verloop van het inwonertal.